# Scacchitalia
Scacchitalia è l'organo ufficiale della Federazione Scacchistica Italiana. Viene pubblicato a cadenza quadrimestrale in formato digitale.
Saltuariamente, insieme al numero della rivista, vengono pubblicate monografie su argomenti vari.

## Storia
Nasce come bimestrale nel 1990 per iniziativa del presidente federale Nicola Palladino, ma viene chiuso nel 1991. 
Nel 1995, le pubblicazioni riprendono, prima in forma trimestrale, successivamente senza una periodicità fissa.
Nel 2018 ad opera di Angelo Martorelli con la collaborazione di Sergio Pagano viene edito un numero unico.
Nel 2021 vengono riprese le pubblicazioni regolari con cadenza quadrimestrale, sotto la direzione di Anania Casale.

## Monografie diScacchitalia
- Fabio Bruno, Le olimpiadi di Dresda 2008, gennaio 2009
- Roberta D'Addazio, Il linguaggio degli scacchi nei dizionari bilingui, maggio 2009
- Giangiuseppe Pili, 2001, Filosofia degli scacchi, febbraio 2010
- Mario Leoncini, Antiche testimonianze degli scacchi in Toscana (secc. XI-XIV), maggio 2010
- Santo Daniele Spina, I giocatori siciliani 1500-1975, aprile 2011

## Direttori
- 1990-1991 Nicola Palladino
- 1995-1996 Roberto Sorgo
- 1996-2002 Alvise Zichichi
- 2003-2004 Antonio Rosino
- 2005-2006 Mario Cocozza
- 2007-2012 Mario Leoncini
- 2013-2021 Sebastiano Paulesu
- 2021-in carica Anania Casale